# Кермен-Кыр
Кермен-Кыр (другое название Красное) — скифское древнее городище, расположенное в центральной части Крыма, в 6 километрах к северо-западу от древнего города Неаполь Скифский (теперь это северо-западная окраина Симферополя, в пределах села Мирное). В переводе с крымскотатарского языка название означает «крепость на безлесной равнине».

## Расположение и название
На границе степи и Крымских гор, среди глубоких балок и обрывов в долине реки Салгир стоит скифское городище Кермен-Кыр. Поселение заложено скифы-земледельцами в конце IV века до н. э.. Расцвет поселения пришёлся на времена Скифского царства в Крыму (II век до н. э. — I век до н. э.). Упадок во времена нашествия готов в 3 веке нашей эры.
Впервые о скифские городища вспомнили древнегреческие историки, в частности Страбон, прошло немало веков и о Кермен-Кыр поведал миру швейцарский исследователь, путешественник Фредерик Дюбуа де Монпере. В 1837 году в письме к основателю Русского географического общества Петра Кеппена он описал эту местность:
«…приметил здесь следы стен и помещений, остатки древней керамики…».
Когда же в конце XIX века Арсений Маркевич, известный крымский краевед и археолог, сделал местную разведку и описал городище, в этом месте начали проводить археологические раскопки.
Городище Кермен-Кыр было северным форпостом перед столицей Скифского царства — Неаполем Скифским (6 км к северо-западу). Поселение находилось на пересечении нескольких важных торговых путей: один шёл с севера и связывал скифские городища Нижнего Поднепровья и севера Крыма со столицей царства, второй соединял приморские владения и античные поселения в Северо-Западном Крыму (Кара-Тобе, Керкинитида) со столицей скифов. Зона видимости — скифские городища Скифский Неаполь, Булганакское городище (Хабеи), Залесье, Таш-Джарган и городище Змеиное.
Современное село Мирное, раньше называлось Сарайлы-Кият и ученые также так называли эту археологическую местность (само название побудила их до следующих поисков: в переводе с крымскотатарского «сарайлы» — из дворца, дворец). Позже, когда археологи сопоставили греческие исторические данные и раскопали большое городище с стенами на холме Кермен-Кыр (в переводе с крымскотатарского — «крепость на безлесной равнине») то и закрепили это название.

## История городища
Причерноморские скифы, кочуя и проживая рядом греческих городов-колоний, контактировали с эллинами и подпадали под влияние их культуры. Постепенно переходя на земледелие, они смешивались с ними, перенимали язык, культуру, и греки-поселенцы также впитывали часть скифских обычаев. Поскольку, скифских письменных упоминаний не найдено, то лишь благодаря историческим хроникам древних греков современники узнали историю этих земель в общем.
О детальной истории городища и укреплении Кермен-Кыр не известно, ведь в немногочисленных исторических документах и артефактах о нём почти не упоминается. Поэтому современным историкам приходится только благодаря археологическим раскопкам и общим историческим фактам выстроить вероятную историю этого места.
Согласно древних эллинских текстов и археологических находок известно, что в Таврике существовало несколько скифских городищ: Хабеи, Палакий, Напит. Однако, более подробные описания и упоминания о них не найдены. Вероятно, что раскопаны тысячелетием позже Кермен-кыр, Джалман, Алма-Кермен, Усть-Альминское и являются теми поселениями. О Кермен-кыр, от времени его первого упоминания в описи Фредериком Дюбуа де Монпере (в XIX веке), мало упоминались. Позже уже историки приобщали его к перечню скифских городищ и выводили обобщенную историю, сопоставляя с уже изученной историей Неаполя Скифского. Только после детальных раскопок (в 20-х и 40-х годах XX века) появилась возможность выстроить определённую историко-археологическую хронологию и для Кермен-Кыра.
Ольга Дашевская, принимая во внимание ранние признаки сооружений от III века до нашей эры, при поздних находками III века нашей эры, указывала именно на такой период существования поселения, а затем и укрепление. Зато известный крымский археолог Александр Пуздровский появление поселения относит к концу IV века до нашей эры. Ещё один крымский историк-археолог Игорь Храпунов, исследовав городище Булганакское предлагает аналогично считать за возникновение поселения границы III—II века до нашей эры, а окончательное разрушение в середине III века нашей эры.
Расцвет поселения приходится на времена наибольшего роста скифского государства, правление царя Скилура (II век до нашей эры) и вплоть до I века нашей эры. О масштабах городища свидетельствуют 10 гектаров культурных археологических слоев (с остатками древнего городища, малых поселений, рвами, валом, фундаментами стен укреплений и цитадели).

## Археологические особенности
Над левым берегом реки Салгир ярко выраженный выступ горной гряды привлек внимание исследователей, которые и нашли там признаки древнего поселения. На площади около 5 гектаров находилось городище треугольной формы, с вершиной на северо-восток.
Все поселение занимало площадь в 10 гектаров и состояла из городища (площадью до 3,5 гектара), укрепленной цитадели (площадью до 1 гектара) и поселениями за пределами вала (площадью до 5 гектаров). По периметру городища был сооружен оборонительный ров с насыпным валом и стена с башнями, а к цитадели вел узкий перешеек. Три поселения за пределами укрепления были из восточной, южной и юго-западной сторон, а дальше на запад на плато было ещё одно небольшое поселение, все они выполняли незначительную оборонительную функцию, а остатки хозяйственных построек указывают на их земледельческое приспособления.

### Археологические экспедиции
«очень напоминает Неаполис и по следам окопов и жилищ, и по валам, и по массе черепков и камня…»
Слова первого археолога, Арсения Маркевича, который исследовал «крепость на безлесной равнине» в 1889 году (путешественник-исследователь Фредерик Дюбуа де Монпере не делал археологических исследований).
Второй раз археологи пришли к холму в 1924 году, экспедиция советского историка-археолога Николая Львовича Эрнста осуществила детальные раскопки и нашла немало артефактов. Интересной находкой оказалась «каменная баба», антропоморфное надгробие с сарматскими знаками на нем.
В 1929 году Николай Эрнст вернулся к Сарайлы-Кияту и на этот раз его заинтересовал сам выступ на холме, таким образом экспедиция нашла крепостную цитадель. После этого исследователи уже бесспорно приписали городище к позднескифскому периоду и сопоставили с данными грека Страбона.
Сразу после войны, в 1945 году Тавро-Скифская экспедиция под руководством Павла Шульца осваивала новую площадку: внешнюю оборонительную линию городища (участок стены, прямоугольную башню и часть вала). В том же году крымский археолог Олег Домбровский нашел остатки керамической печи в центре городища.
В 1951 году до окраин Симферополя прибыла экспедиция Ольги Давыдовны Дашевской, которая продолжила исследовать городище и несколько объектов к югу от него.
В 1967 году в Кермен-Кыр прибыла группа молодых археологов во главе с Татьяной Высотской, но их заинтересовал курган неподалеку от городища. А там оказался настоящий клад-захоронение позднескифского времени в грунтовых склепах с многочисленными артефактами (захоронение не было разграблено).
Немало археологических находок было сделано случайно, из-за хозяйственных работ в пределах (которое не признали заповедником и поэтому эксплуатировали в разных целях, уничтожив его). Так, в 1985 году через городище протягивали магистральный водовод и открылись культурные пласты, поэтому ученым пришлось в срочном порядке начать параллельные охранно-археологические раскопки. Очередные хозяйственные дела, в 1988 году, обнаружили полуразрушенную могилу на западном склоне. В 1994 году местным чиновникам захотелось на археологической местности построить шахту коллектора, так был открыт комплекс из двух землянок и двенадцать хозяйственных ям и открыто древнескифское поселение-спутник городища (северо-западное).
Находки археологических экспедиций находятся в хранилищах научных учреждений и в Симферопольском музее (создать заповедник-музей на территории городища не удалось). Этими находками и исследованиями Кермен-Кыра пользуются другие археологи и историки Крыма в своих работах (Евгений Солонник, Сергей Колтухов, Александр Пуздровский и другие).

### Укрепление городища
Поскольку крепость находилась на границе предгорий и степей и заслоняла от набегов кочевников столицу, это и обусловило насыщенность её оборонительных сооружений. Протяженность найденного наружного оборонительного кольца-900 метров и на нем четко выделяются три части:
- Западная — длиной в 230 метров, отделяла укрепленную территорию от плато (умышленно сделана, ведь равнинное плато не имело естественных преград для врага).
- Северная — длиной в 350 метров, протянулась вдоль гребня крутого склона. Местами здесь можно увидеть разрушенные остатки небольшой стены (материал которой — бутовый известняк).
- Юго-восточная — длиной в 300 метров, находилась на наклонном склоне, в его верхней части (в виде цитадели).

Благодаря естественному рельефу и оборонным достройки достигался эффект «веерного» и «клещевого» способов обстрела предполье.

### Бытовая архитектура и принадлежности
Остатки жилых зданий имели прямоугольную форму — 5*4 метра. Фундамент был каменный, пол из глины, а под ним — слой золы, в котором обнаружили фрагменты керамики (III—II века до нашей эры). До хозяйственных построек отнесли зерновые ямы, которые были вокруг здания и две гончарные печи: одна сохранилась в хорошем состоянии (двухъярусная и круглая), а от второй остались только следы.
Бытовые принадлежности, посуда были керамическими: фрагменты родосских, книдских и косых амфор, обломки пифосов (глиняные бочки), черепица, краснолаковая посуда, обломки зернотерок, головки глиняных барашков (бытовые украшения).

### Курган
В 1967 году неподалеку городища археологи раскопали курган, который скифы насыпали на границе II—I века до эры. Оказалось, что это позднескифское захоронения эпохи бронзы с 5 склепами (овальной формы 1,70*2 метра и 1,40*1,80 метров) и коллективными захоронениями рядом них. К каждому своду вел дромос (длинный коридор, заложенный камнем). В погребальных камерах было 4-8 человек с инвентарем — глиняная посуда-бальзамарии, железные и бронзовые пряжки, железные ножи и стрелы), на одном из погребенных были остатки кожаной обуви.
Вблизи городища было древнее кладбище, но его так и не нашли (вероятно, было распахано и, с годами, застроенный современными зданиями).

## Современное состояние
После нескольких археологических раскопок площадка под городищем Кермен-Кыр была законсервирована. Учитывая то, что городище находится на окраине Симферополя и занимает площадь более 5 гектар- оно не является огражденным, поэтому и подвергается разрушению от рук местных жителей и черных археологов. Несмотря на то, что эта территория является археологическим памятником местного значения и внесена в список памятников местного и национального значения, расположенных на территории Республики Крым (стр.340, учётный № 1605), местные жители и чиновники продолжают её эксплуатировать, проводя там мероприятия отдыха (ради разве что открытой панорамы на город Симферополь).
Многие археологические находки находятся в Крымском краеведческом музее, наиболее известными из которых являются две надгробные стелы: одна высотой 1,40 метров, на которой изображены три рельефные рисунки, а на второй — антропоморфное изображение очень грубой работы. Часть более мелких находок оставлена в местном Музее истории села Мирное Симферопольского района.

## Ссылка
- Городище Кермен-Кыр (археологические особенности) Архивная копия от 18 июня 2019 на Wayback Machine
- Городище Кермен-Кыр (фотогалерея и статья) Архивная копия от 29 апреля 2019 на Wayback Machine
- Кермен-кыр — позднескифское городище в селе Мирное под Симферополем " Мирновское сельское поселение — информационный портал Архивная копия от 8 июля 2019 на Wayback Machine
- «Открытая Археология»: Кермен-Кыр. Городище Архивная копия от 3 марта 2022 на Wayback Machine
- Симферопольское благочиние: Позднескифское городище «Кермен-кыр» — памятник археологии в селе Мирное под Симферополем Архивная копия от 11 мая 2019 на Wayback Machine
- Древней город скифов в Крыму, Кермен-Кыра Архивная копия от 19 июня 2019 на Wayback Machine